# Sokol (Užice, Srbija)
Sokol, bivši grad u Srbiji, u Podrinju. Nalazio se kod Užica.
Iz turskih vremena datiraju prvi sigurni podatci o ovom gradu. Tursko ime za za grad Sokol bilo je Osat Kale. Grad je bio utvrđen. Sjedište kadiluka koji se zvao Šahin-Juvasi (“Sokolovo gnijezdo”) i sastojao se od grada i naselja. Sokol, zajedno s neposrednom okolinom od 11 sela, bio naseljen isključivo Turcima (srpskim muslimanima), a Srbima u tursko vrijeme nije bilo dopušteno živjeti u Sokolu.
Nakon Prvoga (1804. – 1813.) i Drugoga srpskog ustanka (1815. – 1817.), Rusko-turskih ratova i međunarodne konferencije u Kanlidži 1862., Osmanlije su bile poražene i muslimanima su ponuđeni ponižavajući uvjeti ostanka u Kneževini Srbiji. Većina je izabrala iseljavanje iz Kneževine Srbije. Iz Užica su se iselile obitelji u Orašje gdje su formirale naselje Donju Aziziju, gdje su otišle obitelji Kabaklić, Ćosić, Drljača, Isić i Beširević. Sokol je tada je potpuno razoren i nikada više nije nastanjen. Rušenje je odluka velikih sila s konferenciji u Kandidži 1862. godine, kad je odlučeno da se sruše utvrde Užice i Soko. Stvari nisu išle glatko, jer su u Užicu izbili neredi između srpskog pravoslavnog i srpskog muslimanskog stanovništva. Veliki požar izbio je te godine. Užička tvrđava je napuštena, topovi okrenuti prema varoši su onesposobljeni. Početkom 1863. na samom kraju zime došlo je povjerenstvo velikih sila jamaca mira (Engleske, Rusije, Turske) u Srbiju da sprovedu odluke iz Kandidže. Članovi komisije imali zadaću pregledati rezultate miniranja tvrđave.
Sokol, i Tvrđava i naselje, porušeni su 1863. godine, u isto vrijeme kad i Užički grad. Užice se nastavilo razvijati kao naselje, jer je u varoši i pod Osmanlijama bilo srpskog stanovništva. Varoš Sokol nije nikad više naseljena poslije rušenja, zato što je Sokol, zajedno s neposrednom okolinom od 11 sela, bio naseljen isključivo Turcima (srpskim muslimanima), a Srbima u tursko vrijeme nije bilo dopušteno živjeti u Sokolu. Iseljavanjem muslimana 1862. prestao je život ovog grada.

## Vanjske poveznice
- Mirjana Detelić